# ユースホステルカリンパニ・ニセコ藤山
ユースホステルカリンパニ・ニセコ藤山（ユースホステルカリンパニ・ニセコふじやま）は、日本ユースホステル協会に加盟していた北海道ニセコ町のユースホステル。
廃校になった藤山小学校の校舎を宿舎として利用していた。かつてはニセコ高原ユースホステルとして営業していたが2011年2月に閉館。オーナーが代わって同年12月より本名称となった。カリンパニはアイヌ語で桜の木の意で、小学校時代から敷地にあるエゾヤマザクラにちなむ。
新型コロナウイルス感染症の世界的流行により長期の休館となり、2021年2月末でユースホステルとしては閉業した。その後はレストラン業が施設を使用し、2021年7月中旬より宿泊業も始めている。